# Fernand Schirren
Pour les articles homonymes, voir Schirren.
Fernand Schirren, né à Nice le 21 janvier 1920 et mort à Auderghem le 25 août 2001, est un compositeur, musicien et pédagogue belge.

## Biographie
Fernand Schirren est le fils du peintre fauve Ferdinand Schirren. Engagé par Maurice Béjart en 1961 comme percussionniste dans Les Quatre Fils Aymon, Schirren enseigne aux Ateliers Lilian Lambert, et devient professeur de rythme à l'École Mudra dès 1970. Il marque profondément des générations de danseurs, chorégraphes et autres artistes comme Maguy Marin, Anne Teresa De Keersmaeker, Michèle Anne De Mey, Pierre Droulers ou Hervé Robbe voire des musiciens comme Judith Vindevogel et Thierry De Mey. Lui-même se sent uni au chorégraphe du Ballet du XXe siècle par un lien spirituel indissoluble.
Il écrit la musique de plusieurs spectacles pour Béjart. Schirren exprimera toutefois vers la fin de sa vie, le regret amer de ne pas avoir enregistré ses compositions à la SABAM et de n'avoir ainsi jamais bénéficié financièrement du succès auquel il avait largement contribué.
Après la dispute budgétaire qui aboutit à la rupture entre Béjart et la scène officielle belge en 1987, puis à la fermeture de Mudra l'année suivante, Schirren reste à Bruxelles. Il y donne des cours et parallèlement, il accompagne au piano les films muets présentés par le Musée du Cinéma, ainsi que ceux projetés lors de grandes séances publiques en certaines occasions.
Alors que Gérard Mortier a quitté la Monnaie, Anne Teresa De Keersmaeker, ancienne élève nommée huit ans après Béjart comme maître de ballet, invite à son tour Schirren à enseigner le rythme pour sa nouvelle école, P.A.R.T.S.. Il y formera des jeunes danseurs entre 1995 et 1999.
Fruit d'une dizaine d'années de travail, son manuscrit Le Rythme primordial et souverain a été publié en fac-similé à Bruxelles en 1996. Son écriture est elle-même semblable à une partition, où chaque lettre, chaque syllabe, chaque mot est scandé par la graphie.
Sa manière expressive de décrire le rythme (« eh... boum... ») et la pipe dont il était inséparable sont des caractéristiques indissociables de son personnage.